# Garcinia subfalcata
Garcinia subfalcata är en tvåhjärtbladig växtart som beskrevs av Y.H. Li och F.N. Wei. Garcinia subfalcata ingår i släktet Garcinia och familjen Clusiaceae. Inga underarter finns listade i Catalogue of Life.